# محمد الفاتح (فيلم)
الفاتح (النسخة الإنجليزية:Fatih Sultan Muhammad) (النسحة التركية: Fatih Sultan Mehmet)، هو فيلم رسوم متحركة من إنتاج شركة ألاء للإنتاج الفني والتوزيع عام 1994، يروي سيرة الأمير محمد الفاتح الذي أصبح سلطانًا للدولة العثمانية، وفتحه لمدينة القسطنطينية عاصمة الإمبراطورية البيزنطية، مدة الفيلم 107 دقائق.

## القصة
يحكي قصة تاريخية شهيرة من الفتوحات الإسلامية الخالدة ، وهي فتح مدينة القسطنطينية عاصمة الإمبراطورية البيزنطية ، حيث بنيت المدينة وتم إحاطتها بحصون قوية وخنادق مائية ، وجرت أحداث عظيمة ومعارك قوية التي خطط لها وقام بها (السلطان محمد الفاتح) ، واستخدم فيها من الأساليب الجديدة والمبتكرة في ذلك الزمان ليتغلب على حصونها وخنادقها ، حتى أدهش أعدائه وفاجئهم بالنصر ، وحقق حلمه الذي طالما تمناه منذ صغره، وحقق البشارة النبوية:
{لتفتحن القسطنطينية، فلنعم الأمير أميرها، ولنعم الجيش ذلك الجيش}

## الدبلجة

### الدبلجة الأردنية[2]
تم الدوبلاج في المركز العربي للخدمات السمعية البصرية وحمل العمل في هذه النسخة اسم "فتح القسطنطينية":
الممثلون:
حازم محمد العمري
غنام غنام
أحمد أبو سويلم
هشام حمادة
حسين أبو حمد
خضر بيضون
محتسب عارف
خليل شحادة
هالة عودة
كمات الأناشيد: محمد جمال عمرو
ألحان: عدي صاحب
أداء: إلهام أحمد / طلال أبو راغب
الإشراف الفني: موسى عمار

### الدبلجة السورية[3]
تم الدوبلاج في مركز الزهرة تحت اسم "السلطان محمد الفاتح":
الممثلون:
رأفت بازو
علي القاسم
قاسم ملحو
مأمون الفرخ
محمد حداقي
مأمون الرفاعي
هشام كفارنة
واصف الحلبي
مأمون زرقان
بثينة شيا
كلمات الأناشيد: الشاعر مصطفى عكرمة
ألحان وأداء: طارق العربي طرقان / بسام حسوني

## نسخ الفيلم

غلاف النسخة الإنجليزية

### النسخة الإنجليزية
تمت دبلجة الفيلم الى اللغة الإنجليزية على يد شركة astrolabe pictures تحت اسم Fatih Sultan Muhammad

غلاف النسخة التركية

### النسخة التركية
تمت دبلجة الفيلم أيضا الى اللغة التركية تحت اسم Fatih Sultan Mehmet